# 交響曲第2番 (マルティヌー)
交響曲第2番 H.295は、ボフスラフ・マルティヌーが1943年に作曲した交響曲。

## 概要
クリーヴランドのチェコ人の委嘱で1943年6月29日に作曲を開始し、その約1ヶ月後の7月24日、コネチカット州ダリアンで完成され、同時にチェコ人に捧げられた。初演はチェコスロヴァキア共和国独立25周年に当たる1943年10月26日、28日にエーリヒ・ラインスドルフ指揮クリーヴランド交響楽団の定期演奏会にて実施された。当日はチェコの民族衣装を着て花籠を持った女性が作曲者や演奏者に手渡したという。その後1943年12月30日にアルトゥール・ロジンスキ指揮ニューヨークフィルやフリッツ・ライナー指揮ピッツバーグ交響楽団などにより再演が行われた。

## 楽器編成
フルート、クラリネット、オーボエ、ピアノ、ハープ、弦五部

## 楽曲構成
大編成のオーケストラによる作品だが、小グループに分割された楽器群が交互に表れる室内楽的な構成で作曲されている。
第1楽章 Allegro moderato
ピアノとハープを伴った弦によるニ短調主題の後、チェロとコントラバスのピツィカートを土台としたヴァイオリンとヴィオラによる牧歌的な主題が現れる。この主題はその後木管に受け渡される。展開部ではハープとピアノによるグリッサンドが取り入れられている。
第2楽章 Andante moderato
ヴィオラを伴奏としたオーボエとクラリネットによる主題が提示された後、これを発展させた弦と管によるモラヴィア民謡的な旋律が繰り返された後、弦とピアノを背景とした木管による下降主題が現れ、木管、弦、ピアノが発展させていく。コーダでは冒頭のオーボエとクラリネットによる旋律を回帰して曲を閉じる。
第3楽章 Poco allegro
プロコフィエフ的な行進曲。トランペットが明るい主題を奏でた後、フルート、オーボエ、ハープが第1主題を提示される。その後第1ヴァイオリンが副主題を奏した後トゥッティが行われ、木管の下降音階を経てトランペットによるラ・マルセイエーズの断片が顔を覗かせる。コーダでは冒頭の主題がハ長調で再現されて曲を閉じる。
第4楽章 Allegro
弦を伴った、オーボエとファゴットによる主題が提示された後、チェロに叙情的な旋律が現れる。